# Chiến trường châu Âu trong Thế chiến thứ hai

Thay đổi mặt trận châu Âu trong CTTGII (Xem thêm bản đồ châu Âu theo thay đổi hàng nửa tháng tại đây)

Chiến trường châu Âu là cuộc tranh chấp vũ trang rộng lớn, trải khắp châu Âu trong Chiến tranh thế giới thứ hai giữa hai phe: quân đội phe Trục (phần lớn là Đức Quốc xã, Phát xít Ý) và quân đội Đồng Minh (phần lớn là Anh Quốc, Hoa Kỳ, Pháp và Liên Xô) - khởi đầu từ khi Đức tấn công Ba Lan ngày 1 tháng 9 năm 1939 cho đến khi Đức đầu hàng vô điều kiện ngày 8 tháng 5 năm 1945.
Chiến trường châu Âu được chia làm ba mặt trận phía tây:Mặt trận phía đông - giữa Đức và Liên Xô; Mặt trận phía tây - giữa Đức và Anh, Pháp, và Hoa Kỳ; và Mặt trận Địa Trung Hải - giữa Đức, Ý và Anh, Úc, New Zealand.